# 永光院
永光院（えいこういん、寛永元年（1624年） - 正徳元年10月11日（1711年11月20日））は、江戸時代の女性、江戸幕府3代征夷大将軍・徳川家光の側室である。通称はお万の方。
参議・六条有純の娘。弟は高家となり幕府に仕えた戸田氏豊。本姓は源、諱は満子とされる。母は元旗本の戸田為春の娘で大垣藩主戸田氏鉄（為春の兄）の養女。

## 生涯
初めは伊勢国慶光院の院主だったと言われているが、慶光院の歴代院主の中に六条氏の娘はいないため不明（ 「院主説について」を参照）。
寛永16年（1639年）頃に徳川家光に見初められて大奥入りする。
万と名を改め、家光の側室となる。家光に深く寵愛されるが、子を儲けることはなかった。徳川将軍家では三代家光以降慣例となった五摂家または宮家出身の御台所（将軍正室）で次期将軍生母となった人物は存在せず、それ以外でも天皇家・公家を外戚に持つ将軍が誕生しないよう大奥が管理していたとされる。父・有純は朝廷の官職である参議であり、三条西家の同僚の和歌の家である六条家の娘であった万も決して例外ではなく、妊娠するたびに堕胎薬を盛られていた、あるいは不妊薬を飲まされていたという俗説もある。
春日局の死後は家光より「春日同様」に奥向きを取り締まることを命じられ、春日局の後任として大奥の支配者となった。慶安4年4月20日（1651年6月8日）に家光が死去した後は、他の側室達とは違い落飾せず、「お梅の局」と名を変え、大上臈として再び大奥勤めを始めたといわれているが、実際の彼女のそれ以後の経歴はほとんど伝わっていない。お梅の局という人物も別人だとする説もある。しかし、明暦3年1月18日（1657年3月2日）に起きた振袖火事（明暦の大火）で江戸城の本丸が焼け落ちてしまい、家光の正室の中の丸殿（鷹司孝子）と共に小石川の無量院に避難したとされているので、少なくともこの頃までは大奥にいたと思われる。正徳元年10月11日（1711年11月20日）、88歳で死去。
菩提寺は東京都文京区小石川の伝通院。

## 高家戸田家
永光院の推挙により、家光は彼女の弟で大垣藩に寄寓していた右衛門氏豊を召し出して旗本に取り立てた。のち公家の出であることを理由に高家に任じた他、従四位下侍従土佐守に叙し、母家である戸田の姓と千石の知行を与えた。その後、さらに千石を与えている。

## 評判
家光時代後期の大奥の支配者であり、新御殿造営時の役人の不手際を将軍に逐一報告したり、幕閣の反対を押し切って大奥にて猿楽（能）を催したりしたとされ、このために幕閣から「第二の春日局」と恐れられたという。
また、春日局が築き上げた質実剛健な武家風の奥向きを、永光院は華美で豪奢な京都の公家風に改めていったという。ただし永光院を裏で操っていたのは春日局の姪・祖心尼であったとする説もある。

## 院主説について
「徳川諸家系譜」「幕府祚胤伝 」等の後世の資料において、お万の方（永光院）が伊勢慶光院の院主であったと記されているが、実際の慶光院の歴代院主の中に六条有純の娘の名前はない。またお万の方が跡目相続の挨拶のため江戸へ下向したとされる寛永16年（1639年）に慶光院の院主であったのは6代目・周宝（山本義時の娘）であり、翌17年（1640年）に周宝が没してからも、既に隠居の身であった5代目・周清が実質的な院主であった。元より慶光院の院主たちが跡目相続の挨拶の為に徳川将軍に挨拶に出向いていたという話は、確かな資料では確認出来ない。
慶光院の「由緒書」によれば、お万の方が慶光院の尼僧であったという伝承は、寛永寺の「御法号記」にあったものを、文政2年（1819年）6月に13代目・周恭が（本坊修復願いにより）参府した折に初めて知った話であるといい、「御法号記」にあるお万の方の院主説（また尼僧説）は、慶光院では証拠がないことだと説明している。 
また家光期の大奥内に「慶光院殿」と称された一角があり、長らくここがお万の方の御座所であったと考えられてきたが、当時の大奥には春日局と昵懇であった慶光院の5代目・周清の住まいがあったことから、周清の御座所であったとも考えられている。また周清は江戸城北の丸の代官町にも屋敷を賜っており、折々にはこの屋敷に下ったという。 
お万の方の院主説について福田千鶴は、当時は大奥の女性のつてを利用して寺社の修復費用を幕府から引き出す策が採られていた為その一環であったこと、俗に「家光は尼好き」と言われているが、これは祖心尼や周清を指すものであり、お万の方を指すのは俗説に過ぎないとしている。

## 関連作品
小説
- 吉屋信子『徳川の夫人たち』『続 徳川の夫人たち』（朝日文庫）
- 今東光『甘い匂いをもつ尼』

漫画
- よしながふみ『大奥』（白泉社）※男女逆転設定

映画
- 将軍家光の乱心 激突（1989年・東映　演：二宮さよ子）

テレビドラマ
- 徳川の夫人たち（1967年・テレビ朝日　演：佐久間良子）
- 大奥 (1968年版)（1968年・関西テレビ 演：桜町弘子）
- 忍法かげろう斬り（1972年・関西テレビ 演：佐々木愛）
- 徳川の夫人たち（1974年・フジテレビ「ライオン奥様劇場」 演：生田悦子）
- 徳川三国志（1975年・テレビ朝日 演：岡崎友紀）
- 天下御免の頑固おやじ 大久保彦左衛門（1982年・TBS 演：山口いずみ）
- 大奥 (1983年版)（1983年・関西テレビ 演：紺野美沙子）
- 風雲柳生武芸帳（1985年・テレビ東京 演：大塚良重）
- 葵 徳川三代（2000年・NHK大河ドラマ 演：持田理沙）
- 大奥〜第一章〜（2004年・フジテレビ 演：瀬戸朝香）
- 大奥〜誕生［有功・家光篇］（2012年・TBS 演：堺雅人）※男女逆転設定
- 大奥（2023年・NHKドラマ10 演：福士蒼汰）※男女逆転設定